# Arbitraje de fútbol en España
El arbitraje de fútbol en España está regido oficialmente por el órgano de la RFEF: Comité Técnico de Árbitros (CTA) desde Tercera División hasta Primera División (que se conocen como categorías nacionales). En categorías regionales son los comités territoriales de árbitros los que regulan el funcionamiento arbitral.

## Comités territoriales
Existen en España los siguientes comités territoriales que son dependientes de sus respectivas Federaciones:
| - Andaluz - Aragonés - Asturiano - Balear - Cántabro - Castellano-Manchego - Castellano-Leonés - Catalán - Ceutí - Extremeño | - Gallego - Las Palmas - Madrileño - Melillense - Murciano - Navarro - Riojano - Tinerfeño - Valenciano - Vasco |

Notas: 

## Trayectoria del árbitro español
En España, el estamento arbitral está coordinado por el Comité Técnico de Árbitros (CTA) de la Real Federación Española de Fútbol (RFEF) en las categorías de ámbito estatal, mientras que en el ámbito autonómico la organización y el desarrollo de la actividad recaen en los comités territoriales de árbitros integrados en sus respectivas federaciones autonómicas.

### Acceso y primeras categorías (ámbito territorial)
El acceso suele iniciarse a través de un curso básico gestionado por los comités territoriales. La RFEF centraliza la captación y dirige a los aspirantes a su comité más cercano; varias territoriales permiten inscribirse desde los 14 años (con requisitos de autorización en menores).
La denominación de las primeras categorías y el alcance de designaciones (fútbol base, asistencias, etc.) varían por territorial. En todo caso, la progresión típica transcurre desde categorías de fútbol base y regionales hacia las categorías nacionales, conforme a los criterios de evaluación y promoción que establezca cada comité en coherencia con el CTA.

### Categorías nacionales y estructura competitiva
En 2021 se reestructuraron las competiciones de ámbito estatal, que pasaron a denominarse Primera Federación, Segunda Federación y Tercera Federación, junto a Primera División y Segunda División. El CTA gestiona las plantillas y designaciones en estas categorías y, de forma coordinada con las territoriales, articula los ascensos y descensos de categoría cada temporada.

### Evaluación, ascensos y descensos
El progreso de un árbitro depende de evaluaciones técnicas y físicas, de los informes de oficiales informadores y de programas específicos de desarrollo. Para categorías profesionales y semiprofesionales, el CTA convoca periódicamente pruebas técnicas, físicas y médicas y realiza controles durante la temporada.
Desde 2025, el CTA ha publicado un modelo de evaluación con ponderaciones explícitas (informe del oficial informador, análisis televisivo/observadores, componentes físico-técnicos, etc.) para clasificaciones, designaciones y movimientos de categoría.

### Programas de desarrollo (Talentos y Mentores)
Para los ascensos desde Tercera Federación y categorías adyacentes, el CTA coordina el «Programa de Talentos y Mentores», que combina seguimiento en partidos con pruebas físicas, exámenes de Reglas de Juego, redacción de actas, videotests y evaluaciones psicológicas.

### Requisitos de licencia y notas sobre edad/experiencia
Los requisitos de experiencia y, en su caso, de edad para determinadas licencias (p. ej., licencias profesionales o competiciones femeninas de máximo nivel) se recogen en el Reglamento General y en circulares específicas de la RFEF/CTA, pudiendo actualizarse por temporada.
Notas
- La denominación de categorías territoriales («juvenil», «auxiliar», etc.) y el uso de asistentes en categorías regionales depende de cada comité autonómico; por ello, las designaciones concretas pueden diferir entre federaciones.[4]

## Árbitros de Primera División
Actualizado a 24 de junio de 2025.
- José Luis Guzmán Mansilla
- José Luis Munuera Montero  (2019)
- Alejandro Quintero González
- Mateo Busquets Ferrer  (2026)
- Guillermo Cuadra Fernández  (2020)
- Alejandro José Hernández Hernández  (2014)
- Adrián Cordero Vega
- Javier Alberola Rojas  (2024)
- Isidro Díaz de Mera Escuderos
- Víctor García Verdura
- Juan Martínez Munuera  (2015)
- Jesús Gil Manzano  (2014)
- Francisco José Hernández Maeso
- Alejandro Muñiz Ruiz  (2024)
- Miguel Ángel Ortiz Arias
- José María Sánchez Martínez  (2017)
- Iosu Galech Apezteguía
- Ricardo de Burgos Bengoetxea  (2018)
- Miguel Sesma Espinosa
- César Soto Grado  (2022)

La categoría cuenta con los 10 árbitros de categoría internacional que se listan arriba sin que exista ninguna asociación miembro de la FIFA con más árbitros principales de esta categoría.

### Árbitro asistente de video
Actualizado a 24 de junio de 2025.
| - Jorge Figueroa Vázquez - Mario Melero López - Pablo González Fuertes - Juan Luis Pulido Santana - Javier Iglesias Villanueva |

## Árbitros de Segunda División
Actualizado a 24 de junio de 2025.
- Manuel Jesús Orellana Cid
- José Antonio Sánchez Villalobos
- Alonso de Ena Wolf
- Carlos Muñiz Muñoz
- Miguel González Díaz
- Luis Bestard Servera
- Marta Huerta de Aza  (2016)
- Germán Cid Camacho
- Eder Mallo Fernández
- Dámaso Arcediano Monescillo
- Saúl Ais Reig
- Andrés Fuentes Molina
- Sergiu Claudiu Muresan Muresan
- Álvaro Moreno Aragón
- Manuel Ángel Pérez Hernández
- Salvador Lax Franco
- Alejandro Ojaos Valera
- Rafael Sánchez López
- Alejandro Morilla Turrión
- Gorka Etayo Herrera
- Jon Ander González Esteban
- Daniel Palencia Caballero

### Árbitro asistente de video
Actualizado a 24 de junio de 2025.
| - Luis Mario Milla Alvendiz - Raúl Martín González Francés - José Antonio López Toca - Oliver de la Fuente Ramos - Rubén Ávalos Barrera - Iván Caparrós Hernández - David Gálvez Rascón - Aitor Gorostegui Fernández-Ortega |

## Árbitras de la Primera División Femenina
Actualizado a 26 de junio de 2024.
- Lorena del Mar Trujillano Gallardo
- Paola Cebollada López
- Andrea Fírvida Fernández
- Amy Peñalver Pearce
- Elena Peláez Arnillas
- Ainara Andrea Acevedo Dudley  (2018)
- Ylenia Sánchez Miguel
- Beatriz Cuesta Arribas
- María Eugenia Gil Soriano  (2023)
- Zulema González González  (2019)
- Elisabeth Calvo Valentín  (2025)
- Alicia Espinosa Ríos
- Elia María Martínez Martínez
- María Gloria Planes Terol
- Olatz Rivera Olmedo  (2022)

## Árbitros de Primera RFEF
Actualizado a 26 de junio de 2024.
- Alexandre Alemán Pérez
- Aleksandar Ivaylov Angelov Borisov
- Millán Bárcenas Torres
- Gerard Brull Acerete
- Fernando Bueno Prieto
- Manuel Camacho Garrote
- David Cambronero González
- Juan Antonio Campos Salinas
- Álvaro Cánovas García Villarubia
- David Clemente Manrique
- Alejandro Clemente Ortuño
- Guillermo Conejero Sánchez
- Francisco Crespo Puente
- Guillermo Cueto Amigo
- Jorge Díaz Escudero
- Abraham Domínguez Cervantes
- Sergio Escriche Guzmán
- Francisco Javier Expósito Jaramillo
- Carlos Fernández Buergo
- Javier Figueiredo Comesaña
- Manuel García Gómez
- Francisco García Riesgo
- María Eugenia Gil Soriano
- Pol Godia Solé
- Gonzalo González Paez
- Roberto Gonzalo Sánchez
- Juan Miguel Gordillo Escamilla
- Néstor Holgueras Castellanos
- Imanol Irurtzun Artola
- Álvaro Juncal Moreira
- David López Jiménez
- Álvaro López Parra
- Juan Antonio Manrique Antequera
- José David Martínez Montalbán
- Daniel Miranda Bolaños
- Pablo Monterrubio Torres
- Jeronimo Montes García-Navas
- Pablo Morales Moreno
- Luis Enrique Morona del Campo
- Francisco José Ortega Herrera
- José Antonio Palomares Gutiérrez
- José Alberto Pardeiro Puente
- Alberto Pastoriza Iglesias
- Victor Pérez Peraza
- Manuel Pozueta Rodríguez
- Armando Ramo Andrés
- Olatz Rivera Olmedo
- Álvaro Rodríguez Recio
- Fernando Román Román
- Gonzalo Romero Freixas
- Rubén Ruiperez Marin
- Jaime Ruiz Álvarez
- Antonio Sánchez Sánchez
- Jorge Tárraga Lájara
- Aimar Velasco Arbaiza

## Árbitros de Segunda RFEF
Actualizado a 26 de junio de 2022.
- Sergio Álvarez Ordóñez
- Omar Álvarez Rodríguez
- Alberto Aranda Bujedo
- José María Aranda Delgado
- Pol Arenas Mora
- Pablo Asensio Pérez
- Daniel David Baiges Dones
- Aitor Barrio Salas
- Ignacio Bordons Romero
- Héctor Bouzas Laconti
- Víctor Manuel Broncano Suárez
- Adrián Calvo Martínez
- Leandro Carbajales Gómez
- Roberto Carralero Calvo
- Sergi Carrero Romera
- David Casabona Isla
- Luis Fernando Collado López
- Alberto Gabriel Cornuelles Vicente
- Nil Cubas Torras
- Francisco José Fernández Cintas
- Ekaitz Ikiñi García Arriola
- David García de la Loma
- Álvaro García Padilla
- Guillermo García Presa
- Javier García Rubio
- Pablo Gargantilla Fernández
- Johan González Rodríguez
- Abraham Gutiérrez Perera
- Abraham Hernández Maestre
- David Iglesias Gutiérrez
- Marcos Latorre Gracia
- Gaizka Legarra Gorgoñón
- Juan José Lidón Rocamora
- Gonzalo López Romera
- Alexandre López Vila
- Alejandro Lucena Perdomo
- Manuel Martínez Campillo
- Andrés Martínez Martínez
- Joan Masip Vidal
- Gorka Mazo Maruri
- Kevin J. Moreno Muñoz
- Fernando Moreno Osuna
- Borja Munárriz Mateos
- Marc Oltra Saez
- Pedro Oreiro Hermida
- Enrique Pareja Nieto
- Marc Pujol Prat
- Manuel Ramírez Marco
- Alfredo Ramo Andrés
- Ibai Rezola Etxeberría
- Juan Francisco Roca Roblés
- Héctor Rodríguez Carpallo
- Eduardo Rodríguez García
- David Ruiz Martín
- Francisco Sáez Vital
- Álvaro Sahelices Puga
- Federico Javier Saiz de Villares
- Javier Sánchez Carreras
- Alberto Sánchez Ingidua
- Thierry G Torres Hernández
- Javier Villaescusa Alarcón
- Asier Villanueva Amorrortu